# Géographie de la Tchéquie
La géographie de la Tchéquie est variée ; la partie occidentale, la Bohême (Čechy en tchèque), consiste en un plateau vallonné, parcouru par l’Elbe (Labe en tchèque) et la Vltava (Moldau son nom allemand qui fonda longtemps le nom français de la rivière), entouré principalement par des basses montagnes comme les Sudètes, les Monts des Géants où l’on peut aussi trouver le point culminant du pays, la Sniejka (Sněžka en tchèque) qui culmine à 1 602 m. La Moravie, à l’est, est aussi plutôt montagneuse et est arrosée surtout par la Morava, mais abrite aussi la source de l’Oder (Odra en tchèque).
Le climat local est tempéré, avec des étés chauds et des hivers froids, nuageux et humides, ce qui est un exemple d’influences continentale et océanique conjuguées.
La Tchéquie est dépourvue d’accès à la mer.

## Relief

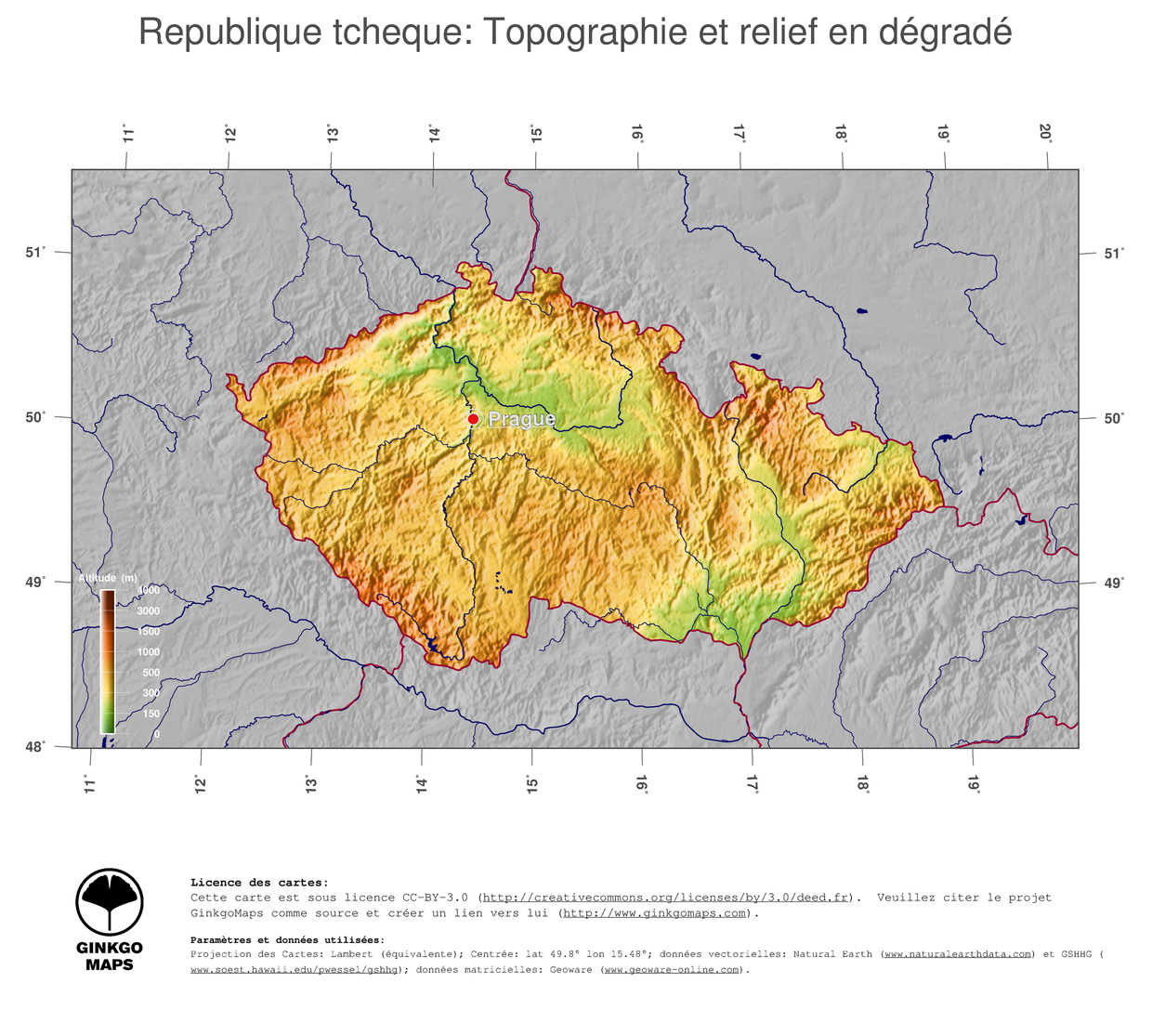
Relief de la Tchéquie.

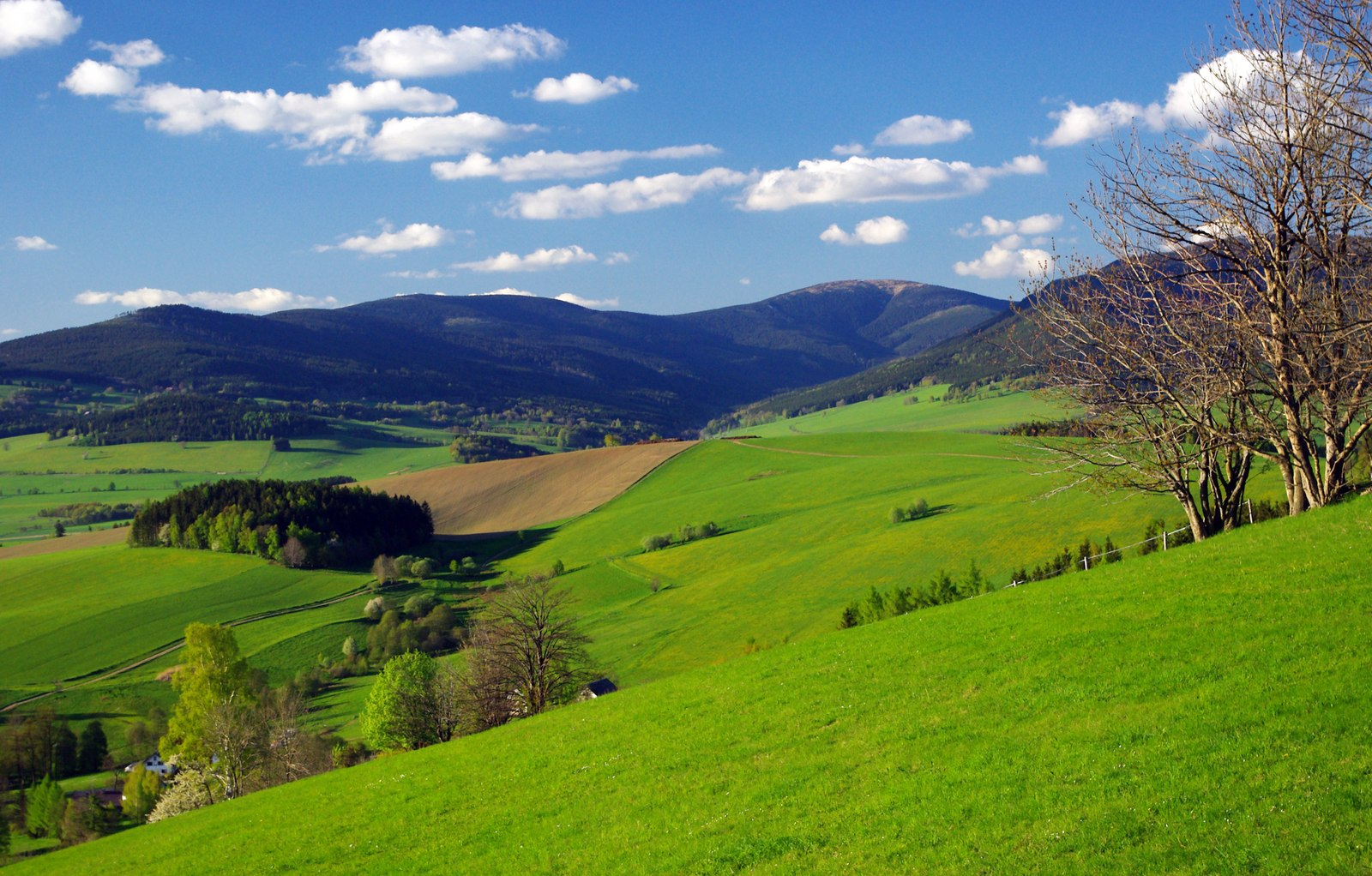
Les collines de Králický Sněžník, dans les Sudètes orientales.

Le relief de la Tchéquie s'organise autour de quelques grandes chaînes de montagnes : le pays est formé de plusieurs bassins sédimentaires délimités par ces massifs. C'est d'ailleurs la raison pour laquelle les Autrichiens disent volontiers qu'ils « descendent » en Bohême (hineinfahren).
Le sud-ouest du pays est borné par le plateau de la Forêt de Bohême (alt. comprise entre 1 000 et 1 400 m), le nord-ouest par les monts Métallifères (Krušné hory en tchèque, avec pour point culminant le Klínovec 1 244 m) et au Nord par les Sudètes, que prolongent les monts des Géants avec pour point culminant la Sniejka (1 602 m). Au sud-est des monts Métallifères, de part et d'autre de l’Elbe, se dresse le massif de Bohême.
La Bohême et la Moravie sont séparés par les modestes monts de Bohême-Moravie (de 600 à 800 m d'altitude). La Moravie est encaissée entre les pré-Carpates à l'est et le bassin de Vienne au sud. La chaîne des Beskides, les Carpates blanches et la vallée de la Morava marquent la frontière à l'est avec la Slovaquie et c'est pour l'essentiel un fleuve, la très sinueuse Thaya, qui trace la frontière avec la Basse-Autriche.
La ligne de partage des eaux centre-européenne coïncide avec la ligne de crête de la Forêt de Bohême, des monts de Bohême-Moravie, des Beskides et des contreforts des Carpates.
Les vallées sédimentaires sont très fertiles. Ainsi, la Bohême est particulièrement réputée pour son houblon (le pays est le cinquième producteur mondial), surtout dans le bassin de la Žatec (cette région est en effet le berceau des pils traditionnelles), et la Moravie est un pays de vignoble.

## Quatre zones géologiques

### Plateau tchèque
Le Plateau tchèque forme l'essentiel de la géographie du pays. Il est délimité au nord-ouest par les monts Métallifères, au nord-est par les monts des Géants, au sud-ouest par la Forêt de Bohême.

### Massif pré-carpatique

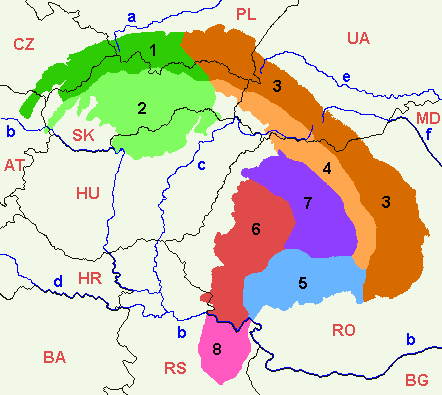
Les diverses parties des Carpates.

Comme on le voit sur la carte ci-contre en vert foncé, les Carpates occidentales extérieures couvrent l'est de la Tchéquie où, loin de présenter un massif montagneux escarpé, elles se déroulent en un paysage vallonné.

## Trois bassins hydrologiques

### Bassin de l'Elbe
Vers la mer du Nord :
- Elbe (Labe en tchèque) ;
- Ohře ;
- Teplá ;
- Vltava.

### Bassin de l'Oder
Vers la mer Baltique :
- Ostravice ;
- Oder (Odra en tchèque).

### Bassin de la Morava
Vers la mer Noire :
- Morava ;
- Regen ou Řezná.

## Climat

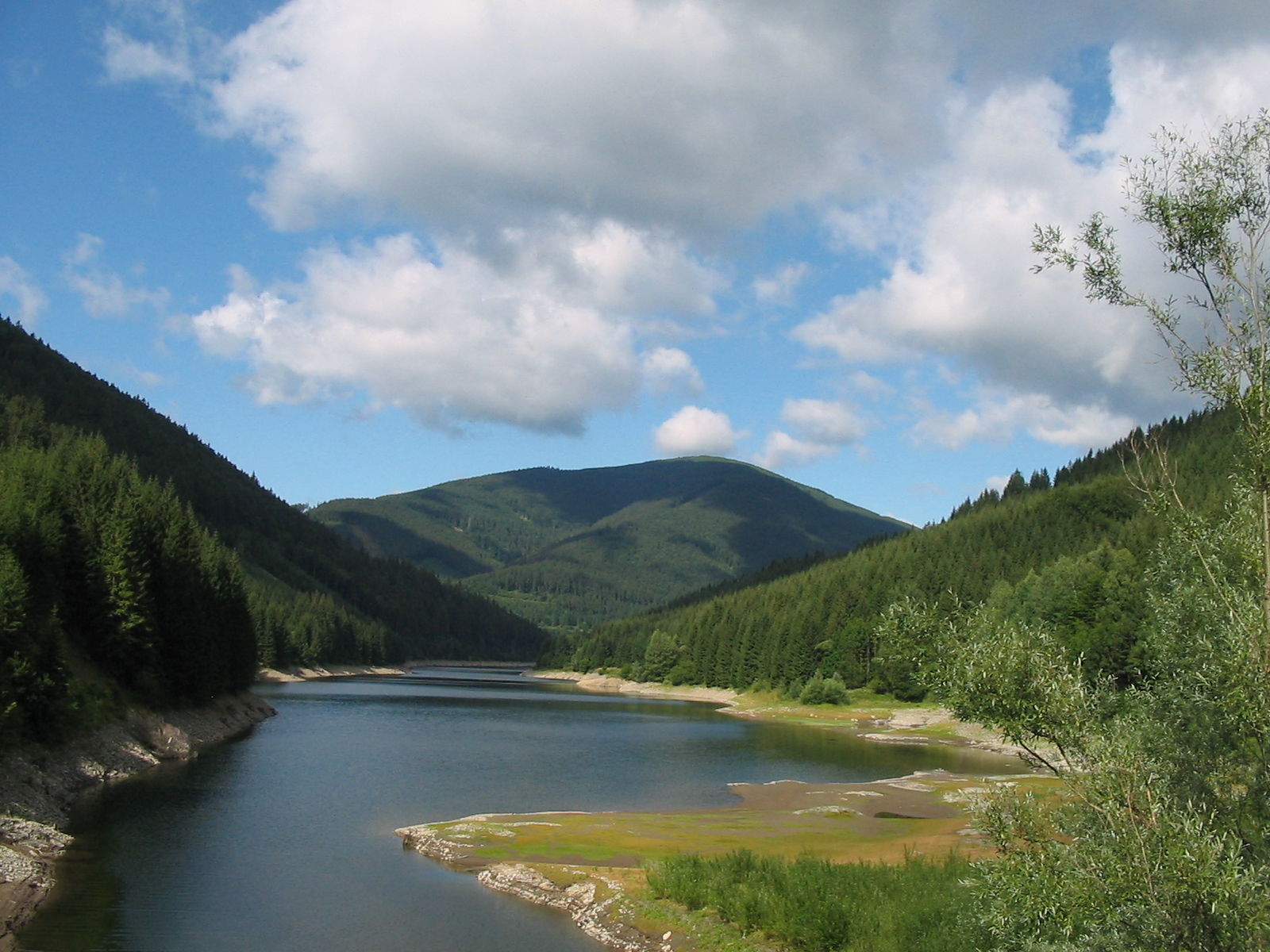
Le lac de retenue du barrage de Šance, dans les Beskides de Moravie-Silésie.

La Tchéquie se trouve dans la zone tempérée de l'hémisphère nord, et jouit pour cette raison d’un climat continental tempéré : la température moyenne annuelle est de 7,9 °C (février: 0,5 °C, juin: 18,6 °C).
Mais à travers le territoire de la Tchéquie, les températures sont très variables selon l’altitude. On sait que d'une manière générale, les températures décroissent et les précipitations augmentent à mesure que l'on s'élève : au point culminant du pays, la Sniejka (1 602 m), la température moyenne n'est que de −0,4 °C, alors que dans les plaines de Moravie-du-Sud, la température moyenne atteint 10 °C. La capitale, Prague, connaît des températures similaires, à l'ambiance urbaine près.

Classification de Köppen des climats de la Tchéquie.

Les précipitations moyennes annuelles sont de 508 mm à Prague, et d'un peu moins à l'est et au sud-est de la Forêt de Bohême, de la forêt du Haut-Palatinat et des monts Métallifères du fait de la situation sous le vent de la région. Ainsi, la région la plus humide, centrée sur Bílý Potok dans le district de Liberec, dans les monts de la Jizera, détient le record d'Europe de pluviométrie ; la région la plus sèche est le district de Louny au nord-ouest de Prague. Autre facteur important, la répartition des montagnes ; ainsi, le climat est très contrasté à travers les régions. Les pluies interviennent principalement l'été.

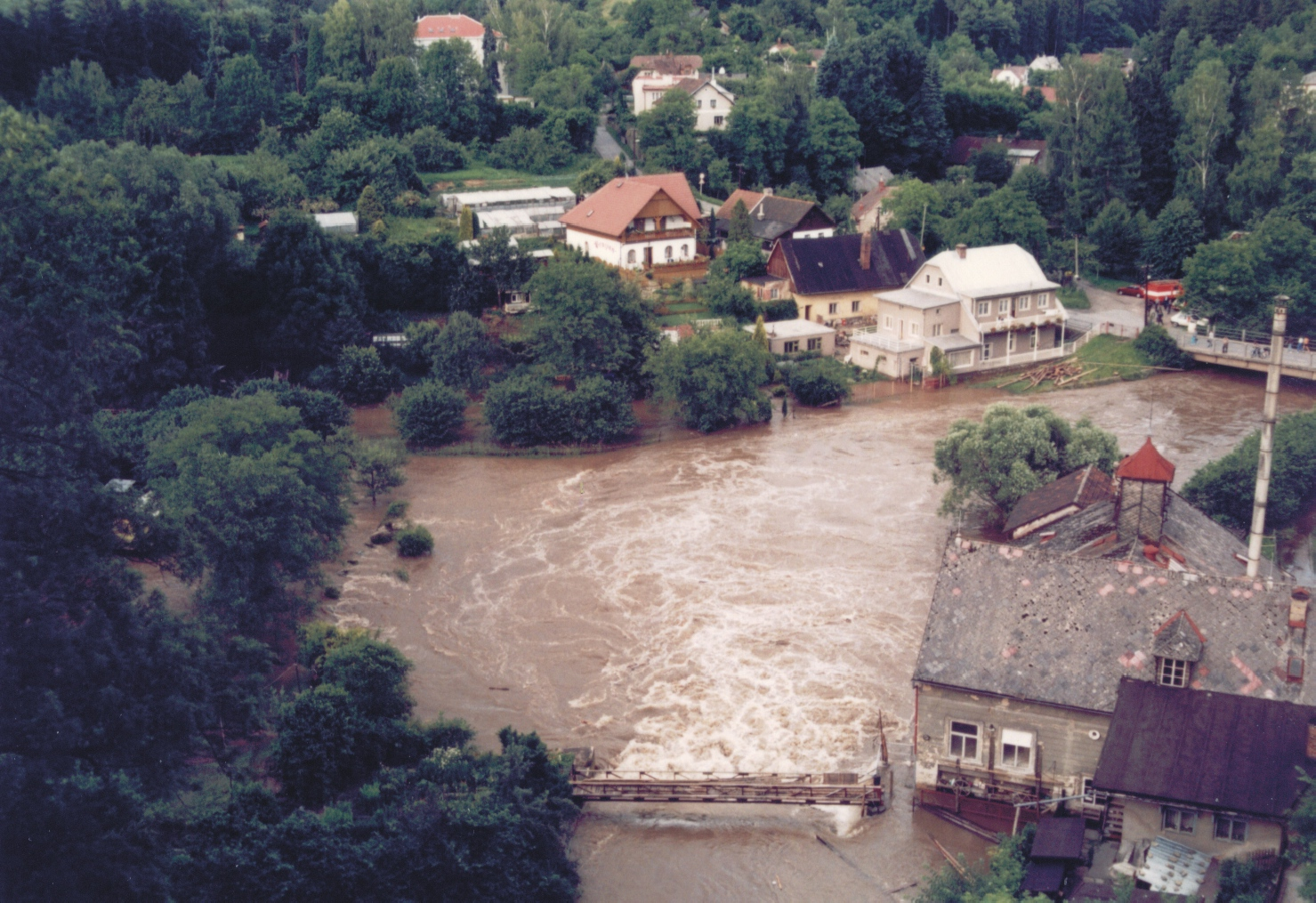
Crue de la Metuje dans la région de Hradec Králové en 1997.

Le mois le plus froid est en principe le mois de janvier, suivi de février et décembre. Au cours de ce trimestre, les  montagnes sont recouvertes de neige, mais il n'est pas rare que la couverture neigeuse affecte aussi les grandes villes et les plaines basses. Au printemps, la température remonte nettement, avec un réchauffement rapide au cours d'avril, avec un fort contraste jour/nuit. Cette saison est également caractérisée par une remontée des eaux et même des crues dues à la fonte des neiges.
Le mois le plus chaud est juillet, suivi d’août et juin. En moyenne, les températures l'été dépassent de 20 degrés les températures hivernales. Sur la dernière décennie, on a même pu enregistrer des températures au-dessus de 30 °C. Cette saison est marquée en Bohême par des pluies et des orages.
Le mois de septembre est encore chaud et sec, puis en octobre la température tombe en dessous de 15 °C ou même 10 °C et les feuillus perdent leurs feuilles. La température de 0 °C est ordinairement atteinte fin novembre.

### Records
| Mois                                  | jan.                          | fév.                           | mars                         | avril                    | mai                     | juin                      | jui.                       | août                      | sep.                        | oct.                             | nov.                        | déc.                               | année                            |
| ------------------------------------- | ----------------------------- | ------------------------------ | ---------------------------- | ------------------------ | ----------------------- | ------------------------- | -------------------------- | ------------------------- | --------------------------- | -------------------------------- | --------------------------- | ---------------------------------- | -------------------------------- |
| Record de froid (°C) date du record   | −36,2 24/1942 Chlum u Třeboně | −42,2 11/1929 České Budějovice | −32 2/1929 Jindřichův Hradec | −22 9/2003 Horská Kvilda | −13,1 4/2011 Kořenov    | −8,3 1/1997 Horská Kvilda | −6,9 20/1996 Horská Kvilda | −5 20/1991 Horská Kvilda  | −10,5 21/1997 Horská Kvilda | −19,9 21/2009 Rokytská slať (cs) | −25,4 28/2010 Rokytská slať | −34 21/1927 Krásno nad Bečvou (cs) | −42,2 11/2/1929 České Budějovice |
| Record de chaleur (°C) date du record | 18,8 29/2002 Ústí nad Labem   | 22 27/2004 Český Krumlov       | 26,2 22/1927 Mělník          | 31,8 29/2012 Pilsen      | 35 29/2005 Dobřichovice | 38,9 26/2019 Doksany      | 40,2 27/1983 Uhříněves     | 40,4 20/2012 Dobřichovice | 37,4 1/2015 Javorník        | 30,3 4/1929 České Budějovice     | 24 1/1928 Klatovy           | 19,8 5/1961 Fryčovice              | 40,4 20/8/2012 Dobřichovice      |